# Roadgame (chanson de Kavinsky)
 (juin 2017).
Si vous disposez d'ouvrages ou d'articles de référence ou si vous connaissez des sites web de qualité traitant du thème abordé ici, merci de compléter l'article en donnant les références utiles à sa vérifiabilité et en les liant à la section « Notes et références ».
Singles de Kavinsky
First Blood EndLess
Pistes de OutRun
First Blood
(11) EndLess
(13)
Roadgame est une chanson du disc jockey français Kavinsky, sortie en 2013, et présente sur son album OutRun.